# Leptodactylus nesiotus
Leptodactylus nesiotus é uma espécie de anura  da família Leptodactylidae.
É endémica de Trinidad e Tobago.
Os seus habitats naturais são: pântanos.